# Józef Hollak (duchowny)
Józef Hollak, (ur. 18 stycznia 1812, zm. 27 października 1890) – duchowny rzymskokatolicki, biskup pomocniczy sejneński w latach 1883–1890.

## Życiorys
Święcenia prezbiteratu przyjął 3 grudnia 1837. W latach 1837–1855 był zatrudniony jako nauczyciel religii w Instytucie Głuchoniemych w Warszawie. Pisał podręczniki dla głuchoniemych, m.in. Słownik mimiczny dla głuchoniemych i osób z nimi styczność mających (1879). Pracował jako proboszcz w Radzyminie oraz w warszawskich parafiach Świętej Trójcy i Wszystkich Świętych.
15 marca 1883 został mianowany biskupem pomocniczym diecezji sejneńskiej ze stolicą tytularną Arad. Święcenia biskupie otrzymał 27 maja 1883 w kościele św. Katarzyny Aleksandryjskiej w Petersburgu. Udzielił mu ich Kazimierz Józef Wnorowski, biskup diecezjalny lubelski, któremu asystowali Karol Hryniewiecki, biskup diecezjalny wileński, i Szymon Marcin Kozłowski, biskup diecezjalny łucki i żytomierski. Zajmował stanowisko proboszcza w Wyłkowyszkach.
Był współkonsekratorem podczas sakry biskupa diecezjalnego żmudzkiego Mieczysława Leonarda Pallulona (1883) i biskupa pomocniczego Tyraspolu Antona Zerra (1883).